# Cavern Club

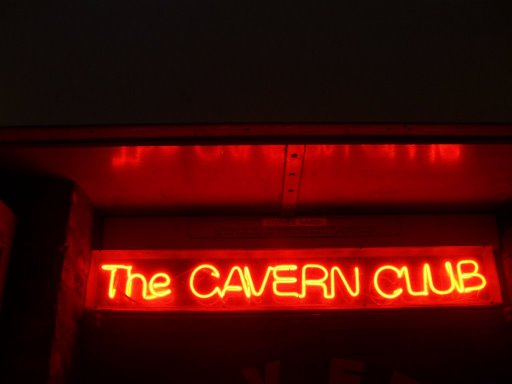
Neón Luminoso en la entrada del Cavern Club en julio de 2006.

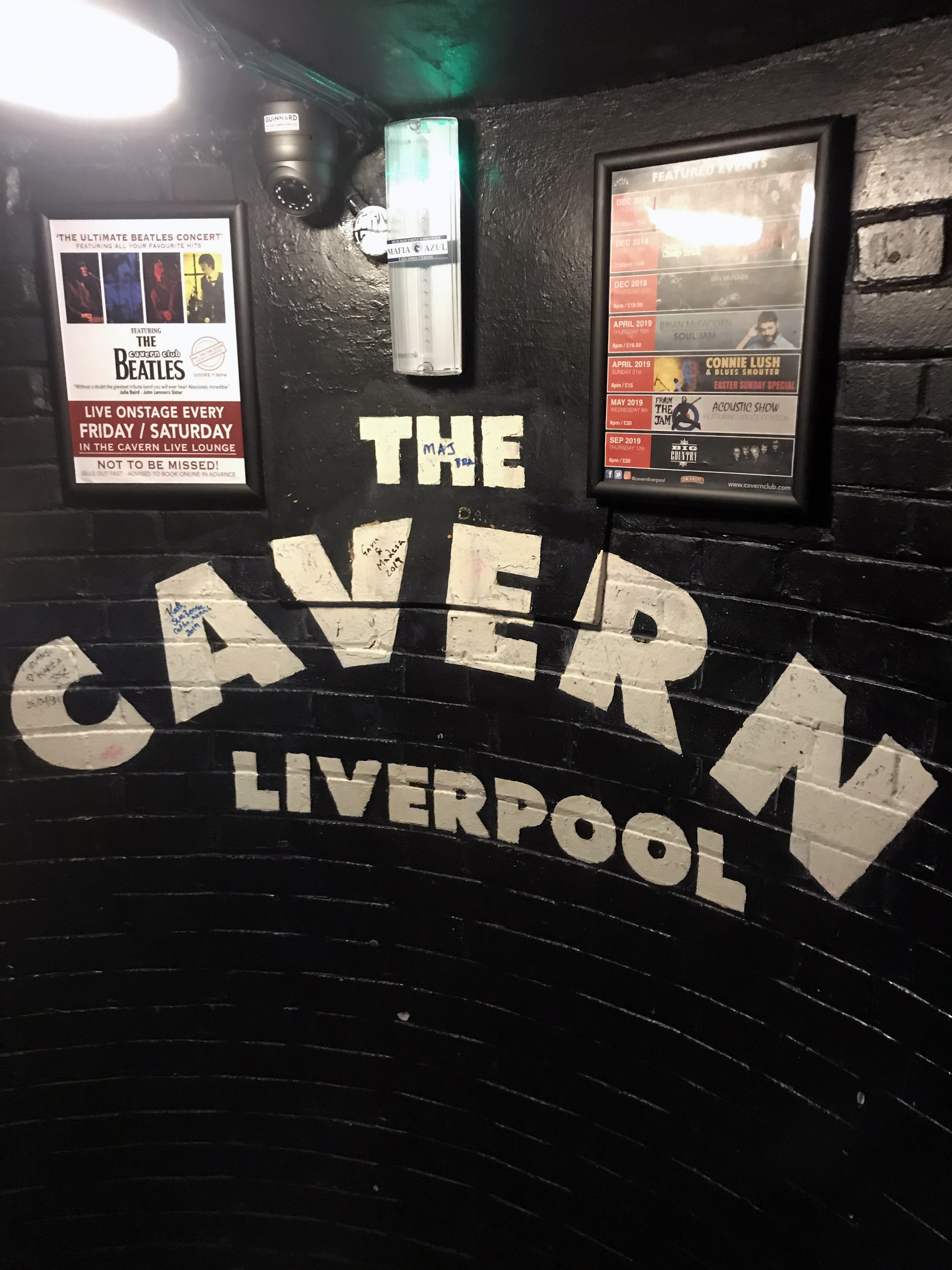
The Cavern, Liverpool.

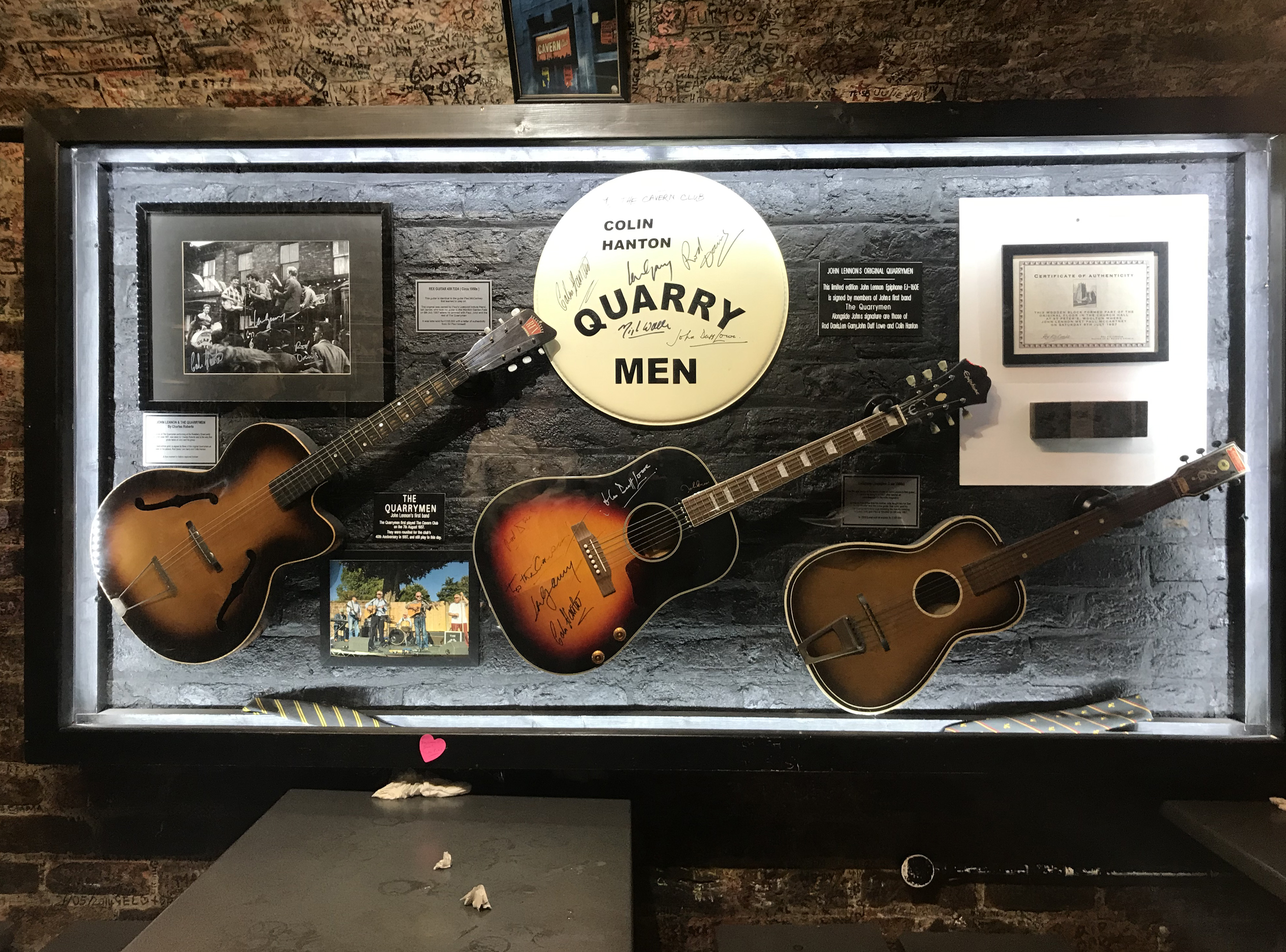
Cuadro de "The Quarry Men", banda creada por John Lennon, a la que luego se sumaron Paul McCartney y George Harrison.

El Cavern Club, que abrió sus puertas el 16 de enero de 1957, es un club de rock and roll ubicado en el número 10 de Mathew Street, de Liverpool, Inglaterra, donde Brian Epstein conoció a The Beatles el 9 de noviembre de 1961. The Beatles tocaron en este club en sus primeros años (292 veces entre 1961 y 1963).

## Fama

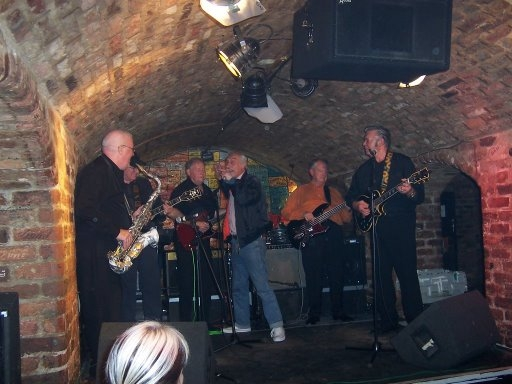
Actuación de los Undertakers en julio de 2006.

El local fue hecho mundialmente famoso por The Beatles, y fue en 1961,cuando la banda hizo su primera presentación en él. El grupo apenas había regresado de Hamburgo, Alemania, donde solían tocar en el bar-club Indra y el Kaiserkeller alrededor de ocho horas por noche, todas las noches.
Durante 1963, The Hollies tomaron el lugar de los Beatles en el Cavern cuando dejaron de tocar allí al conseguir un contrato con la discográfica EMI y su división, Parlophone. En ella producía George Martin.
La gran cantidad de actividad musical de Liverpool y Mánchester logró que los productores musicales que nunca se habían aventurado a ver más allá de Londres, pusieran sus ojos en el norte de Inglaterra.
En la década siguiente, una amplia variedad de grupos y artistas como Queen, que tocó en este lugar en 1970, The Rolling Stones, The Yardbirds, The Kinks, Elton John, The Who y John Lee Hooker se presentaron en el lugar. La futura estrella, Cilla Black trabajó como cajera del club en sus días precedentes a la fama.

## Historia
Conocido mundialmente por haber albergado los primeros shows de los Beatles en Inglaterra, The Cavern es un lugar de peregrinación para los fanáticos de la banda. Pero además de ello, se trata de uno de los recintos de música en vivo más importantes de todo el mundo, con la presentación de al menos 40 grupos por semana, fomentando la aparición de nuevos artistas, y los habituales shows de otros consagrados.
Alan Sytner inauguró el famoso club tomando como inspiración el popular distrito de Jazz de París, el cual albergaba una gran cantidad de clubes ubicados en sótanos, particularmente por su muy buena acústica y, por qué no, en una especie de alegoría al circuito underground o subterráneo musical que comenzaba a asomar como una fuerza pujante e irrefrenable.
Tras una estadía en Francia, Sytner regresó a Liverpool y deseoso de abrir un lugar similar al Le Caveau parisino, finalmente encontró un sótano perfecto para el mismo, uno que había sido utilizado como refugio antiaéreo durante la Segunda Guerra Mundial.
Si bien comenzó como un club de jazz, después se transformó en un lugar de encuentro para jóvenes. Sytner terminó vendiendo The Cavern Club a Ray McFall en 1959, tras mudarse a Londres. Las bandas de blues y los grupos beat comenzaron a presentarse regularmente en el club a comienzos de los '60. La primera noche beat fue el 25 de mayo de 1960, con la actuación del grupo Rory Storm and the Hurricanes (el cual incluía a Ringo Starr en la batería). A comienzos de 1961, Bob Wooler se transformó en el organizador de las sesiones.
El lugar tomó fama mundial con los Beatles, siendo el jueves 9 de febrero de 1961 el día de su debut en el club. El grupo había regresado a Liverpool desde Hamburgo, Alemania, donde habían estado tocando en el Indra y el Kaiserkeller durante más de ocho horas cada noche. Su show sobre el escenario había atravesado una gran cantidad de cambios, y algunos integrantes de la audiencia pensaron que estaban viendo una banda alemana.
De 1961 a 1963, los Beatles hicieron 292 conciertos en el club, muchas veces con sesiones dobles. La última actuación fue el 3 de agosto de 1963. The Hollies tomaron el relevo de los Beatles en el Cavern Club. La legendaria banda de Liverpool ya había alcanzado su techo en el club, y había firmado con el productor George Martin para el sello Parlophone, de EMI. 
La cantidad de actividad musical en Liverpool y Mánchester motivó que los productores discográficos, que nunca se habían aventurado mucho más allá de Londres, comenzaran a mirar hacia el norte.
En la década siguiente, una gran variedad de bandas populares se presentó en el club, incluyendo The Rolling Stones, The Yardbirds, The Kinks, Elton John, The Who y John Lee Hooker. La futura estrella Cilla Black trabajó en el vestidor de The Cavern en los días previos a alcanzar la fama.
Un estudio de grabación, Cavern Sound, fue abierto en el sótano de un edificio adjunto, manejado por Nigel Greenberg y Peter Hepworth.

## Cierre, demolición y reapertura
El club cerró sus puertas en marzo de 1973, y fue rellenado durante la construcción de la línea subterránea Merseyrail. Jan Akkerman junto con la banda de rock progresivo holandesa Focus fueron los últimos en tocar en The Cavern sólo unos días antes de su cierre, en mayo de 1973.
En abril de 1984, el club fue adquirido por el jugador de fútbol del Liverpool F.C., Tommy Smith, en sociedad con Royal Life. Fue reconstruido con muchos de los ladrillos que habían sido utilizados en la construcción original. El nuevo club ocupa el 75% del lugar original. El nuevo diseño se ajustó al original todo lo que fue posible.
Esto fue durante un período de cambios económicos y políticos masivos en Liverpool, y el club sólo sobrevivió hasta 1989, cuando atravesó una dura situación financiera y cerró sus puertas durante 18 meses.
En 1991, dos amigos, el profesor de escuela Bill Heckle y el taxista de Liverpool Dave Jones, reabrieron el club. Aún hoy en día administran el club, y a pesar de ser un punto turístico mundialmente famoso, el mismo continúa funcionando principalmente como un centro de música en vivo, si bien cuenta con un DJ en las noches de viernes y sábado. La política musical va desde los ‘60, ‘70, ‘80 y ‘90 al pop clásico, indie, rock y temas de los ranking actuales.
El 14 de diciembre de 1999, el antiguo Beatle Paul McCartney regresó al escenario del nuevo Cavern Club para tocar algunas canciones promocionando su nuevo disco, Run Devil Run.
El Cavern Club sigue siendo uno de los más famosos recintos del Reino Unido. En él se presentan cerca de 40 bandas en vivo cada semana, tanto como de tributo como originales, si bien la mayoría toca su propio material.
Entre el 13 de noviembre de 2005 y el 2 de septiembre de 2007, The Cavern fue sede del Festival de Sonidos de los Sesenta, el cual, cada domingo, presentaba cinco bandas en vivo en la primera sala del lugar. El Festival comenzó con la presentación de la estrella de los '60 Kingsize Taylor, su mujer Marga Taylor y su amigo Wes Pau.
Además de producir diversos conciertos de gran importancia, The Cavern también presentó un impresionante Festival del ’77, con actuaciones que incluían a The Undertakers, The Mojos, Kingsize Taylor & The Dominoes y otros.

## Actualidad
Actualmente tocan varios grupos tributo a The Beatles, como The Mersey Beatles, The Cavern Club Beatles, Made in Liverpool, Los Buitres de Perú, así como grupos de fiesta rock 'n' roll como The Rockits.
El lugar actualmente opera como un sitio en el que se paga por tocar, en el cual las bandas pierden un depósito abonado con anterioridad si no alcanzan una cantidad de espectadores pactada previamente al show. Esta práctica es un claro ejemplo del compromiso del club en apoyar nuevas bandas tocando música en vivo en Liverpool.
The Cavern también es usado como un calentamiento para giras, con conciertos semi-secretos anunciados en el último momento. Los Arctic Monkeys hicieron esto en octubre de 2005 con Thomas Bohane, así como muchas otras bandas previas a ellos, tales como Travis y Oasis.